# ZIDART
Proiectul ZIDART a luat naștere în 2017, când Bacăul a fost timp de un an de zile, Capitala Tineretului din România, program pe care asociația pe care o reprezint, Ingenious Drama, l-a inițiat în 2016 alături de alte ONG-uri din Bacău. Asociația Ingenious Drama, fondată în 1997, se dedică tinerilor și vieții culturale din Bacău, organizând probabil cel mai mare festival de teatru din România dedicat tinerilor amatori, ID Fest, care a ajuns la a 20-a ediție, evenimentul național Street Delivery Bacău, ajuns la a 3-a ediție, Caravana Zilele Filmului Românesc, Caravana Les Films des Cannes și multe alte activități care doresc promovarea culturii în rândul băcăuanilor.
In ZIDART 2019, nouă artiști urbani au fost invitați să picteze orașul Bacău în culori vii. Obie Platon, Cristian Scutaru, Kaps Crew, Monk Ink, Andreea Toma, Le Comete, Cătălin Moraru, Florin Radu și Ronin și-au pus imaginația, talentul și disciplina la bătaie și au creat picturi murale de mari dimensiuni pe câteva dintre clădirile din orașul lui Bacovia, în cadrul proiectului ZidArt - În căutarea sufletului perete.
►DE CE? 
Pentru a dărâma zidurile dintre noi, colorându-le pe cele din jurul nostru
►CINE? 
Artiști urbani în căutarea sufletului perete
►CÂND? 
Până la ultima picătura de vopsea
►UNDE? 
Pe orice perete gri ce vrea să spună o poveste
►CUM? 
Liber, printr-un fest în cadrul căruia voi sunteți invitați să vedeți, să vă exprimați și să vibrați alături de noi.